# Франконія (Вірджинія)
Франконія (англ. Franconia) — переписна місцевість (CDP) в США, в окрузі Ферфакс штату Вірджинія. Населення — 18 943 особи (2020).

## Географія
Франконія розташована за координатами 38°46′4″ пн. ш. 77°9′30″ зх. д. / 38.76778° пн. ш. 77.15833° зх. д. (38.767889, -77.158341).  За даними Бюро перепису населення США в 2010 році переписна місцевість мала площу 9,01 км², з яких 8,99 км² — суходіл та 0,02 км² — водойми.

## Демографія
Згідно з переписом 2010 року, у переписній місцевості мешкало 18 245 осіб у 7398 домогосподарствах у складі 4518 родин. Густота населення становила 2025 осіб/км².  Було 7627 помешкань (846/км²).
Расовий склад населення:
| - 58,9 % — білих - 18,6 % — чорних або афроамериканців - 14,4 % — азіатів - 0,4 % — корінних американців - 0,1 % — вихідців з тихоокеанських островів - 3,1 % — осіб інших рас |

До двох чи більше рас належало 4,5 %. Частка іспаномовних становила 12,1 % від усіх жителів.
За віковим діапазоном населення розподілялося таким чином: 22,1 % — особи молодші 18 років, 71,4 % — особи у віці 18—64 років, 6,5 % — особи у віці 65 років та старші. Медіана віку мешканця становила 36,5 року. На 100 осіб жіночої статі у переписній місцевості припадало 90,6 чоловіків;  на 100 жінок у віці від 18 років та старших — 87,5 чоловіків також старших 18 років.
Середній дохід на одне домашнє господарство  становив 127 803 долари США (медіана — 116 844), а середній дохід на одну сім'ю — 138 001 долар (медіана — 127 109). Медіана доходів становила 81 609 доларів для чоловіків та 68 039 доларів для жінок. За межею бідності перебувало 4,2 % осіб, у тому числі 4,9 % дітей у віці до 18 років та 2,9 % осіб у віці 65 років та старших.
Цивільне працевлаштоване населення становило 11 371 осіб. Основні галузі зайнятості: науковці, спеціалісти, менеджери — 22,5 %, публічна адміністрація — 18,5 %, освіта, охорона здоров'я та соціальна допомога — 15,4 %.